# Пеницилл войлочный
Пеници́лл (пеници́ллий) во́йлочный (лат. Penicíllium lanósum) — вид несовершенных грибов (телеоморфная стадия неизвестна), относящийся к роду Пеницилл (Penicillium).

## Описание
Колонии на агаре Чапека ограниченно растущие, достигающие диаметра 2 см за 7 дней, войлочные, белые, затем сизо-серые или зеленоватые, без экссудата, без запаха, более обильно спороносят в краевой зоне. Реверс светлый или желтоватый. На агаре с солодовым экстрактом (MEA) колонии бархатистые, с более тёмным оливково-серым спороношением.
Конидиеносцы преимущественно трёхъярусные, с примесью двухъярусных, 100—300 мкм длиной и 2,5—3 мкм толщиной, гладкостенные до несколько шероховатых, с расходящимися элементами. Метулы цилиндрические, гладкостенные, 7—8,5 мкм длиной. Фиалиды в пучках по 5—10, фляговидные, с короткой, но заметной шейкой, 7—8,5 × 2—2,5 мкм. Конидии шаровидные до почти шаровидных, шероховатые, 2,5—3 мкм в диаметре, в переплетающихся цепочках.

### Отличия от близких видов
Penicillium hordei отличается тенденцией к образованию синнем, яркой окраской мицелия и реверса.

## Экология и значение
Почвенный гриб, широко распространённый в бореальных и приполярных регионах, нередко выделяется из горных почв.

## Таксономия
Penicillium lanosum Westling, Ark. Bot. 11 (1): 97 (1911).